# Pteropus gilliardorum
Pteropus gilliardorum (Крилан Ґілларда) — вид рукокрилих, родини Криланових.

## Поширення, поведінка
Країни поширення: Папуа Нова Гвінея — Нова Британія, Нова Ірландія. Цей вид відомий тільки з трьох записів на висотах від 200 до 2300 метрів над рівнем моря. Цей вид, як вважають, населяє зрілі тропічні ліси. Лаштує сідала поодинці або в невеликих групах.